# Pietra runica di Saleby
La pietra runica di Saleby o Vg 67, situata in Västergötland, Svezia, è una delle poche pietre runiche erette in memoria di una donna. L'iscrizione termina con una maledizione su colui che distruggerà il memoriale. Una simile maledizione appare anche sulla pietra runica di Tryggevælde e sulla pietra di Glavendrup in Danimarca.
Venne scoperta nel 1794, tra le mura della chiesa di Saleby. È alta 2,7 metri e larga 45 cm.

## Traslitterazione in caratteri latini
+ fraustin + karþi + kubl * þausi + aftiR + þuru + kunu + sino + su ... ...(s) + tutiR bast + miþ + altum + uarþi at + rata + au=k + at arkRi '+ kunu + saR + ias haukui +  krus + -... + uf + briuti

## Trascrizione in norreno
Frøystæinn gærði kumbl þausi æftiR Þoru, konu sina. Su [va]R ... dottiR, bæzt með aldum. Verði at <rata> ok at argRi konu saR es haggvi [i] krus, ... of briuti.

## Traduzione in italiano
Freysteinn costruì questo monumento in memoria di Þóra, sua moglie. Lei fu ... figlia, la migliore della sua generazione. Possa colui che rompe a pezzi ... spacca ... diventare un demone ed una strega ...

## Fonti
- Sito svedese con immagini, su dooku.miun.se. URL consultato il 30 settembre 2008 (archiviato dall'url originale l'8 novembre 2007).
- Altro sito svedese con immagini, su wadbring.com.
- Altro sito svedese con immagini ed altre informazioni, su vastsverige.com.